# Live at the Jamaica World Music Festival MoBay '82
Live at the Jamaica World Music Festival MoBay '82 è un album live del cantante reggae Peter Tosh pubblicato dalla JAD Records il 22 gennaio 2002.

## Tracce
1. Intro/Stepping Razor - 6:00 (Testi: Pitterson)
2. Speech - 3:13 (Testi: Pitterson)
3. African - 5:01 (Testi: Tosh)
4. Coming in Hot - 4:09 (Testi: Pitterson)
5. Not Gonna Give It Up - 5:52 (Testi: Pitterson)
6. Don't Look Back - 5:43 (Testi: Pitterson)
7. Rastafari Is - 10:48 (Testi: Pitterson)
8. I'm the Toughest - 5:18 (Testi: Pitterson)
9. Bush Doctor - 6:09 (Testi: Tosh)
10. Speech - 17:30 (Testi: Pitterson)
11. Get Up, Stand Up - 7:54 (Testi: Pitterson)